# I Wish (chanson de Morning Musume)
Pour les articles homonymes, voir I Wish.
 (mai 2025).
Si vous disposez d'ouvrages ou d'articles de référence ou si vous connaissez des sites web de qualité traitant du thème abordé ici, merci de compléter l'article en donnant les références utiles à sa vérifiabilité et en les liant à la section « Notes et références ».
Singles de Morning Musume
Happy Summer Wedding
(2000) Renai Revolution 21
(2000)
I Wish (titré en capitales : I WISH ; traduction : « Je souhaite ») est le 10e single du groupe de J-pop Morning Musume.

## Présentation
Le single, écrit, composé et produit par Tsunku, sorti le 6 septembre 2000 au Japon sur le label zetima. Il atteint la 1re place du classement Oricon, et reste classé pendant 15 semaines, pour un total de 654 640 exemplaires vendus durant cette période. C'est le premier single sans Sayaka Ichii, qui a quitté le groupe en mai précédent.
La chanson-titre figurera uniquement sur le premier album compilation du groupe, Best! Morning Musume 1 de 2001. Elle est utilisée au Japon comme thème musical pour les retransmissions télévisées des jeux olympiques de Sydney 2000. Une version de cette chanson interprétée en solo par Maki Goto figurera sur sa compilation Maki Goto Complete Best Album 2001-2007 de 2010. Elle sera ré-enregistrée treize ans plus tard par la formation du groupe d'alors pour figurer sur l'album compilation The Best! ~Updated Morning Musume~ de 2013.

## Formation
Membres du groupe créditées sur le single :
- 1re génération : Yuko Nakazawa, Kaori Iida, Natsumi Abe
- 2e génération : Kei Yasuda, Mari Yaguchi
- 3e génération : Maki Goto
- 4e génération : Rika Ishikawa, Hitomi Yoshizawa, Nozomi Tsuji, Ai Kago

## Titres
1. I Wish (I WISH?)
2. Akogare My Boy (あこがれ My Boy?)
3. I Wish (Instrumental) (I WISH...?)